# ماتياس ألين
ماتياس ألين (بالإسبانية: Matías Allen)‏ هو لاعب اتحاد الرغبي أرجنتيني، ولد في 29 أبريل 1968 في بوينس آيرس في الأرجنتين.

## وصلات خارجية
- ماتياس ألين عل موقع إسبنسكروم (الإنجليزية)